# Unidades militares nacionalistas

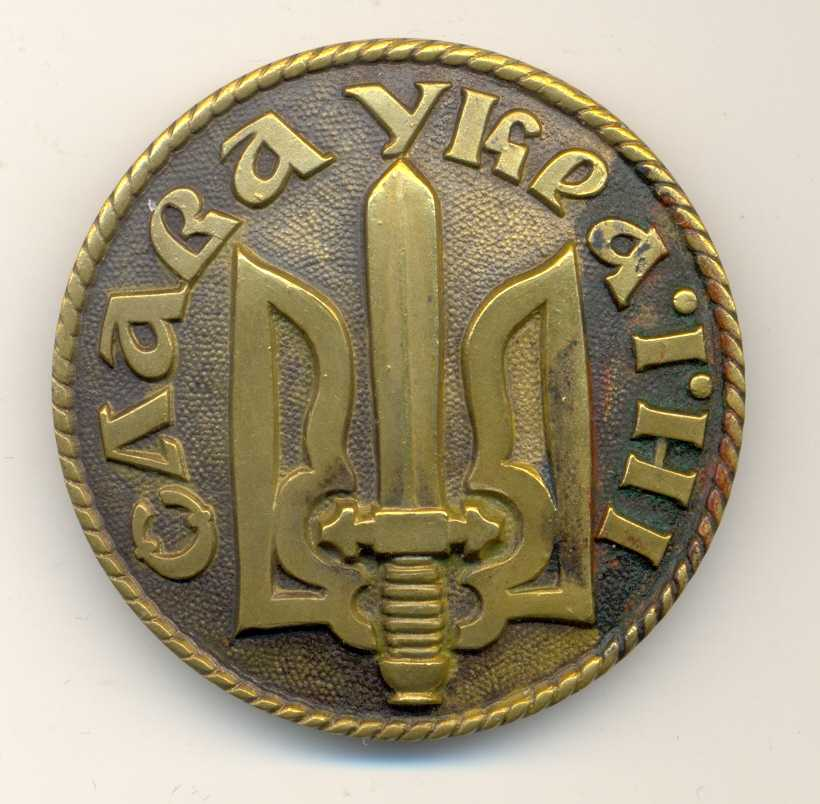
O símbolo deles

As Unidades Militares Nacionalistas (em documentos oficiais do OUN "Vіyskovі vіddіli natsіonalіstіv" em ucraniano) e nos documentos alemães, Bergbauernhilfe (ajuda do camponês da montanha), codinome da unidade de operações subversivas da Abwehr II de 120 homens recrutados dos membros do OUN. Abreviaturas alemãs e ucranianas são similares em grafia - BBH; também, não oficialmente, recebe o nome de Legião Ucraniana. Foi estabelecida em 15 de agosto de 1939. Esta unidade foi dissolvida em 28 de setembro do mesmo ano, e o Abwehr foi ordenado a cessar os contatos com nacionalistas ucranianos com o advento do Pacto Molotov-Ribbentrop.